# Tiberius Sempronius Gracchus (Konsul 238 v. Chr.)
Tiberius Sempronius Gracchus war ein römischer Politiker und Heerführer in der Mitte des 3. Jahrhunderts v. Chr.
Tiberius Sempronius Gracchus schlug die übliche Ämterlaufbahn der römischen Republik ein. Als Ädil verurteilte er 246 v. Chr. Claudia, die Tochter des Appius Claudius Caecus, zu einer hohen Geldstrafe. Mit Hilfe dieses Geldes konnte ein Großteil des neu errichteten (Iuppiter-)Libertas-Tempels auf dem Aventin bezahlt werden. 238 war er Konsul und kämpfte in diesem Amt gegen die Ligurer und später auf Sardinien und Korsika, wo er unter anderem Aléria eroberte.